# Asterolasia squamuligera
Asterolasia squamuligera är en vinruteväxtart som först beskrevs av William Jackson Hooker, och fick sitt nu gällande namn av George Bentham. Asterolasia squamuligera ingår i släktet Asterolasia och familjen vinruteväxter. Inga underarter finns listade i Catalogue of Life.